# Мост на Сочи
Мост на Сочи (на словенски: Most na Soči) е село в Словения, регион Горишка, община Толмин. Според Националната статистическа служба на Република Словения през 2015 г. селото има 422 жители.